# Mesto Reka z okolico
Mesto Reka z okolico (hrvaško Grad Rijeka i okolica, madžarsko Fiume város és kerülete) je leta 1779 ustanovila Marija Terezija, ko je mestu Reki podelila delno avtonomen položaj v Habsburški monarhiji, ki je imel poseben zakonodajni in politični status v primerjavi s položajem pod Ogrsko. Uporablja se tudi latinska oznaka Corpus Separatum, "ločeno telo". Enota je prenehala obstajati s propadom Avstro-Ogrske.

## Zgodovina
Marija Terezija je 2. oktobra 1776 posest Reke, ki je bila do tedaj del Vojvodine Kranjske in s tem tudi Svetega rimskega cesarstva, suvereno predala Kraljevini Ogrski, katere vladarica je bila, z namenom spodbujanja trgovine. Ker je bila Ogrska 500 km oddaljena je bilo mesto prvotno priključeno prav tako habsburški Hrvaški, katere ozemlje se je pričelo vzhodno od mestnega obzidja. Hrvaška je bila že od leta 1102 v personalni uniji z Ogrsko in je bila del dežel krone svetega Štefana.
Dve leti in pol kasneje je Marija Terezija kot kraljica Ogrske s kraljevim reskriptom z dne 23. aprila 1779 mesto Reko podredila neposredno ogrski kroni kot corpus separatum (torej ne kot del Hrvaške, ki je bila z Ogrsko v personalni uniji). Ker je Reka za Ogrsko služila podobnem namenu kot Cesarsko svobodno mesto Trst v habsburških dednih deželah, so ogrski stanovi (in verjetno tudi kraljica) želeli mestu podeliti podobno stopnjo institucionalne avtonomije kot jo je užival Trst. Po reskriptu Marije Terezije je bila Reka razglašena za corpus separatum – tj. politično enoto z večjo avtonomijo kot cesarsko svobodno mesto ali ogrska županija, ter ozemlje, primerljivo drugim partes adnexae, ki so tvorili ogrsko krono. Status mesta Reke je bil torej primerljiv položaju regna: kot je Trst veljal za kronsko deželo avstrijskih dednih dežel (Erblande), je bila Reka pars adnexa ogrski kroni.
Po kraljevem reskriptu z dne 23. aprila 1779, je bilo vse pripravljeno za politična soočanja, ki naj bi se zgodila na Reki v več kot stoletju in pol. V nekem je mogoče reči, da je bila vsa zgodovina, ki je sledila, dolga opomba o tem, kako razlagati akta iz let 1776 in 1779. Akt je predstavljal precedens za ogrsko ustavno prakso, saj je bilo prvič, da je bil del Svetega rimskega cesarstva (in dedni fevd Habsburžanov) predan Ogrsko-Hrvaškem kraljestvu. Ker so torej imeli hrvaški in ogrski stanovi zelo različne interese glede Reke, so izdelali zelo različne interpretacije reskripta. Hrvati niso hoteli sprejeti ogrske razlage dokumenta – zanikali so, da bi bilo mesto lahko izločeno iz okoliškega ozemlja, ki je bilo že uokvirjeno v comitatus.
Med Napoleonskimi vojnami je bilo mesto Reka začasno del Ilirskih provinc, s čimer se je končal njegov status corpus separatum. Reka se je leta 1822 vrnila pod ogrsko krono, kar je pomenilo njen hitrejši razvoj, saj je bila Reka glavna izvozna točka ogrskega gospodarstva. V prvi polovici 19. stoletja sta bila glavno gibalo družbenega in gospodarskega razvoja Reke Iginio Scaropa in poslovnež Andrija Ljudevit Adamić (Andrea Lodovico Adamich). Leta 1847 se je začela gradnja pristanišča. Konec avgusta revolucionarnega leta 1848 je mesto zasedla Jelačićeva vojska pod vodstvom Josipa Bugnevze, ki je postal Jelačićev regent, kateremu je Dunaj iz maščevanja madžarskim separatistom podelil naslov guvernerja Reke. Po sprejetju avstrijske marčne ustave je mesto postalo del avtonomne Kraljevine Hrvaške kot sedež županije. Priključitev Reke Hrvaški je potrdil cesar Franc Jožef I. z listino leta 1850. Čeprav je Reka ohranila določeno stopnjo upravne avtonomije, je nezadovoljstvo Rečanov zaradi stagnacije pod Hrvaško-Slavonijo doseglo vrhunec z izgradnjo železnice Dunaj-Trst leta 1857, ki je Reko osamila, Rečani pa so na Dunaj poslali svoje delegacije s prošnjo cesarju za obnovitev statusa corpus separatum Reke.

### Hrvaško-ogrski sporazum
Po avstro-ogrskem kompromisu je imela Hrvaška leta 1868 dovoljenje za svoje pogajanje z Ogrsko. Končni hrvaško-ogrski sporazum ni obravnaval položaja Reke ter jo je po 66. členu prepustil prihodnjim pogajanjem po hrvaški različici, medtem ko je bil po ogrski različici Corpus Separatum neposredno priključen deželam krone sv. Štefana in s tem ni spadal v pristojnost hrvaške avtonomije, temveč v pristojnost ogrskega zbora in vlade. Razumljivo sta oba parlamenta podpisala pogodbo, vendar, ko je cesar Franc Jožef I. prejel obe različici za podpis je bil čez hrvaško različico prilepljen košček papirja (Kriptic) s hrvaškim prevodom ogrske zahteve po Reki. Poravnava je bila opredeljena kot začasna. Za dokončno rešitev je bil potreben sporazum Ogrske, Hrvaške in Reke, ki vse do razpada Avstro-Ogrske oktobra 1918 ni bil dosežen.

### Corpus separatum (1870–1918)
V obdobju po sporazumu je Reko vodil dolgoletni, podjetni in uspešni župan Giovanni de Ciotta (1872 – 1896). V njegovem mandatu se je začel hiter razvoj in preobrazba Reke z izgradnjo in širitvijo pristanišča, povezavo z železnico in izgradnjo številnih tovarn. Sodobni industrijski obrati in poslovni podvigi, kot sta Kraljeva ogrska ladjedelnica Adria in papirnica v kanjonu Rječine s svetovno znanim cigaretnim papirjem, so postali simboli novega vzpona mesta. Reka je bila tudi pomembno pomorsko oporišče in postala je sedež avstro-ogrske mornariške akademije (nem. KuK Marine-Akademie ), kjer je avstro-ogrska mornarica šolala svoje častnike. Ker je sta bila Trst in Reka v tekmovalnem odnosu kot glavni pristanišči avstrijske in ogrske polovice monarhije, je avstro-ogrska mornarica skušala ohraniti ravnotežje s kompromisi in naročanjem vojaških ladij iz ladjedelnic obeh mest.
Z odprtjem železnice preko Karlovca in Zagreba proti Ogrski in srednji Evropi leta 1873 se je začelo obdobje hitrega razvoja in industrijskega vzpona Reke, zahvaljujoč močnim ogrskim naložbam. Reško pristanišče se je hitro širilo in opremljalo ter spremenilo v glavno trgovsko povezavo Ogrske in vzhodne polovice Avstro-Ogrske s svetom ter postalo peto najprometnejše pristanišče v Sredozemlju (za Marseillom, Genovo, Neapljem in Trstom). Prvi parnik je iz Reke izplul leta 1871. Po načrtih Francoza Hilariona Pascala so se leta 1873 v pristanišču pod vodstvom inženirja Dawna Anthonyja začela obsežna dela, med katerimi so nasuli 100-200 m površine (1894 razširjene na 290.000 m2), zgradili nov valobran in železnico pripeljali do morja. Med letoma 1872 in 1914 je bilo v dveh velikih projektih za pristaniško infrastrukturo porabljenih skupno okoli 55 milijonov zlatih kron.
Odprte so bile številne tovarne, med drugimi prva tovarna torpedov na svetu (1866), po Robertu Whiteheadu, direktorju reškega ladjedelniškega podjetja Stabilimento Tecnico Fiumano ter inženirju Ivanu Lupisu, ki sta zasnovala in testirala prvi torpedo. Leta 1882 je bila na Mlaki ustanovljena rafinerija nafte, prva industrijska rafinerija v Evropi, katero je leta 1891 med obiskom na Reki obiskal cesar Franc Jožef I.
Vzporedno z rastjo prebivalstva in gospodarskim razvojem se je reška urbana infrastruktura hitro širila. Leta 1885 je bilo zgrajeno novo reško gledališče, današnje Hrvaško narodno gledališče Ivana pl. Zajca, ki je nadomestilo starega iz leta 1806, ki je imelo 1600 sedežev. Leta 1899 je Reka uvedla električni tramvaj. V tem obdobju so bile zgrajene številne javne zgradbe, kot je Guvernerjeva palača, ki jo je zasnoval madžarski arhitekt Alajos Hauszmann. Hitra rast in kapital mesta sta privabljala številne znanstvenike in izumitelje. Reka je bila poleg izuma torpeda Roberta Whiteheada tudi kraj razvoja hitre fotografije. Avstrijski fizik dr. Peter Salcher, zaposlen na reški pomorski akademiji, je leta 1886 prvi fotografiral strel z nadzvočno hitrostjo in s tem izumil tehniko, ki jo je kasneje uporabil Ernst Mach pri študiju nadzvočnega gibanja. Leta 1907 je reški kirurg Antun Grossich prvi uvedel uporabo jodove tinkture pri pripravi na kirurške posege. Manj kot dve leti po Röntgenovih odkritjih, leta 1897, so na Reki v bolnišnično zdravljenje uvedli rentgenske žarke.
Gospodarski razvoj ni sledil političnemu. V devetdesetih letih 19. stoletja so se zaostrili konflikti med Italijani in Italijani z Madžari in Madžari zaradi omejevanja reške avtonomije, katere do leta 1913 praktično že ni bilo več, in vse večje madžarizacije prek javne uprave in šolstva. Leta 1896 je bila hrvaška gimnazija izgnana iz Reke in na silo preseljena na drugi breg Rječine, na Sušak (tedaj del Hrvaške in Slavonije), kjer je delovala kot Prva sušaška hrvaška gimnazija.
Reka je imela zaradi svojega posebnega položaja pomembno vlogo v političnem življenju Hrvaške, saj so bile politične razmere v času cenzure in pritiskov bistveno bolj svobodne kot v Zagrebu. V Reki je delovalo mnogo politikov, ki so se tam tudi naselili. Dubrovčan Frano Supilo je leta 1904 na Reki ustanovil svoj časopis Novi list. Oktobra 1905 je Supilo na Reki zbral 44 predstavnikov hrvaške parlamentarne opozicije. Z Reško resolucijo so ponudili podporo madžarski opoziciji v boju proti avstrijskemu pritisku, v zameno pa so zahtevali madžarsko sodelovanje in podporo za priključitev Istre in Dalmacije (tedaj pod avstrijsko oblastjo) Hrvaški in Slavoniji, reformo volilnega prava, zagotovljeno neodvisnost sodstva na Hrvaškem in novo revizijo nagodbe. Politika novega tečaja, ki je temeljila na sodelovanju z Ogrsko, italijanskimi strankami v Dalmaciji in Srbi na Hrvaškem, je delno propadla zaradi nasilnih incidentov in spopadov med Hrvati ter Italijani in Madžari na Reki leta 1907.
Reka je dosegla vrhunec prometnega in gospodarskega razvoja kot samostojna celota na pragu prve svetovne vojne. Reško pristanišče je bilo po prometu osmo največje v Evropi, medtem ko je bila rafinerija nafte največja v Evropi. Leta 1914 je bilo v mestu 20 hotelov (v Zagrebu 3) in kar osem kinematografov (v Zagrebu takrat le trije). Reka je imela takrat tudi redno potniško ladijsko linijo z New Yorkom. Reka je imela zaradi svoje pomembnosti prometnega središča in izseljenskega pristanišča za velik del Srednje Evrope 22 konzulatov in Fiorello La Guardia, bodoči župan New Yorka, je od leta 1904 do 1906 služil v ameriškem konzulatu.

### Konec
23. oktobra 1918 se je reški 79. pehotni polk "Josip Jelačić" uprl, se postavil na stran narodnega sveta , zasedel upravne stavbe in izpustil politične zapornike.

### Po letu 1918
Ozemlje Reke je bilo po koncu prve svetovne vojne priča nizu dogodkov, ki so po mnogih vojaških okupacijah (najdaljšo je vodil Gabriele D'Annunzio, imenovano tudi Italijansko regentstvo Kvarnerja), pripeljale do nastanka države naslednice, Reške države.
Reška država je uradno obstajala 4 leta preden je bila vojaško okupirana in nazadnje leta 1924 priključena Kraljevini Italiji kot del Reške pokrajine, s tem pa se je končala zgodovinska avtonomija Reke.

## Uprava
Adminstracijo Reke je s statutom z dne 17. aprila 1872 uredil ogrski minister za notranje zadeve. Na čela Reke z okolico (madžarsko Fiume város és kerülete) je bil guverner, katerega je po predlogu ogrskega ministrskega predsednika imenoval neposredno kralj. Guverner Reke je bil upravičen do članstva v domu magnatov. Občinska samouprava je bila zaupana predstavništvu s 56 člani, katerih mandati so trajali 6 let. Meščani so imeli pravico voliti svojega predstavnika v dom predstavnikov. Uradni jezik reške uprave in sodstva je bila italijanščina. Reka z okolico je kot corpus separatum obsegala površino 21 km², katero so sestavljali mesto ter vasi Kozala (italijansko Cosala), Drenova in Pašac (italijansko Plasse).

## Prebivalstvo
Leta 1890 je Reka štela 29.494 prebivalcev, leta 1900 38.955, do leta 1910 pa je prebivalstvo naraslo na 49.608 ljudi, od katerih je bilo 36.359 ali 75 % pismenih. Po popisu Italijanskega narodnega zbora Reke (italijansko Consiglio Nazionale Italiano di Fiume) decembra 1918 po italijanski okupaciji Reke po prvi svetovni vojni, je prebivalstvo padlo na 45.885 ljudi. Prebivalstvo so sestavljale mnoge jezikovne skupine:
Prvi popis prebivalstva, ki razkriva nacionalno strukturo, je bil leta 1851, ko je imela Reka 12.588 prebivalcev. Popis  je podal sestavo prebivalstva glede na geografsko pripadnost popisovalcev in je bil opravljen v času vojaške vladavine bana Josipa Jelačića, katere prebivalstvo Reke ni dobro sprejelo.
Poleg hitre gospodarske rasti v obdobju, ki je sledilo, je prišlo tudi do pomembne spremembe v strukturi prebivalstva. Poleg politike madžarizacije je ogrska uprava spodbujala tudi priseljevanje iz vseh držav Avstro-Ogrske. Hiter razvoj in gospodarski napredek sta pritegnila številne znanstvenike, podjetnike in delavce. Leta 1883 se je na Reko preselil avstrijski nadvojvoda Jožef Karel Ludvik z družino. Leta 1910 je bila manj kot polovica mestnega prebivalstva rojenih na Reki (49 %). Po avstro-ogrskem popisu je bilo leta 1910 na Reki 2511 gospodinjstev, 49.806 prebivalcev (48.492 brez stacioniranih vojakov), 36.359 pismenih prebivalcev, ter 3,2 km rek in potokov.
| Etnična skupina | 1851          | 1880           | 1890             | 1900            | 1910             | 1918            |
| --- | ------------- | -------------- | ---------------- | --------------- | ---------------- | --------------- |
| Italijani* | 693 (5,5 %)   | 9076 (43,26 %) | 13.012 (44,12 %) | /               | 23.283 (46,94 %) | 28.911 (62,5 %) |
| Hrvati** | 9904 (78,7 %) | 7669 (36,55 %) | 10.770 (36,52 %) | 7497 (19,3 %)   | 15.731 (31,71 %) | 9092 (19,6 %)   |
| Slovenci* | 1677 (13,3 %) | 2188 (10,43 %) | 2780 (9,43 %)    | /               | 3973 (7,94 %)    | 1674 (3,6 %)    |
| Madžari | /             | 367 (1,75 %)   | 1062 (3,60 %)    | 2842 (7,3 %)    | 3619 (7,29 %)    | 4431 (9,6 %)    |
| Nemci | /             | 859 (4,09 %)   | 1495 (5,07 %)    | 1945 (5,0 %)    | 2476 (4,99 %)    | 1616 (3,5 %)    |
| Angleži* | /             | /              | /                | /               | 202 (0,41 %)     | /               |
| Čeho-Moravani* | /             | /              | /                | /               | 185 (0,37 %)     | /               |
| Srbi | /             | /              | /                | 55 (0,1 %)      | 70 (0,14 %)      | /               |
| Francozi* | /             | /              | /                | /               | 40 (0,08 %)      | /               |
| Poljaki* | /             | /              | /                | /               | 36 (0,07 %)      | /               |
| Romuni | /             | /              | /                | 23 (0,0 %)      | 29 (0,06 %)      | /               |
| Slovaki | /             | /              | /                | 29 (0,0 %)      | /                | /               |
| Ostali* | 320 (2,5 %)   | /              | /                | 26.564 (68,2 %) | /                | /               |
| *Popis iz leta 1900 ni obravnaval etnične skupnosti posebej **Popis iz leta 1910 je etnično skupnost označil kot "Hrvato-Ilire". |               |                |                  |                 |                  |                 |

Po popisu iz leta 1900 so območje naseljevale naslednje verske skupnosti:
Skupno:
- rimokatoličani: 36.104 (92,7 %)
- judje: 1172 (3,0 %)
- grški pravoslavci: 703 (1,8 %)
- kalvinisti: 423 (1,1 %)
- luterani: 261 (0,7 %)
- grkokatoliki: 73 (0,2 %)
- unitarianisti: 11 (0,0 %)
- druga verstva oz. neznano: 208 (0,5 %)

Po popisu iz leta 1910 so območje naseljevale naslednje verske skupnosti:
Skupno:
- rimokatoličani: 45.130 (90,61 %)
- judje: 1696 (3,41 %)
- kalvinisti: 1123 (2,25 %)
- grški pravoslavci: 995 (2,0 %)
- grkokatoliki: 467 (0,94 %)
- luterani: 311 (0,62 %)
- unitarianisti: 16 (0,03 %)
- druga verstva oz. neznano: 68 (0,14 %)

## Galerija
- Mlin Smith & Meynier ok. 1880
- Mlin Smith & Meynier ok. 1900
- Palača Adria, sedež Ogrske kraljeve morsko navigacijske družbe Adria ok. 1900
- Reški karneval ok. 1900
- Pristanišče Reka leta 1909
- Zgradba Ogrske kraljeve pomorske akademije ok. 1900
- Whitehead Torpedo Factory leta 1910
- Dopisnica z obrežjem Szapáry in palačo Adria
- Adamičev pomol leta 1910
- Pristanišče na Reki leta 1910